# Chapelle Sainte-Brigitte du Reyran
Pour les articles homonymes, voir Chapelle Sainte-Brigitte.
La chapelle Sainte-Brigitte du Reyran est une chapelle du gothique tardif qui se trouve à Fréjus en France. Elle est dédiée à sainte Brigitte de Suède et rattachée au diocèse de Fréjus-Toulon.
On remarque une pierre de maîtrise gravée et datée. 
Elle comprend cinq oratoires.